# Martin Plüddemann

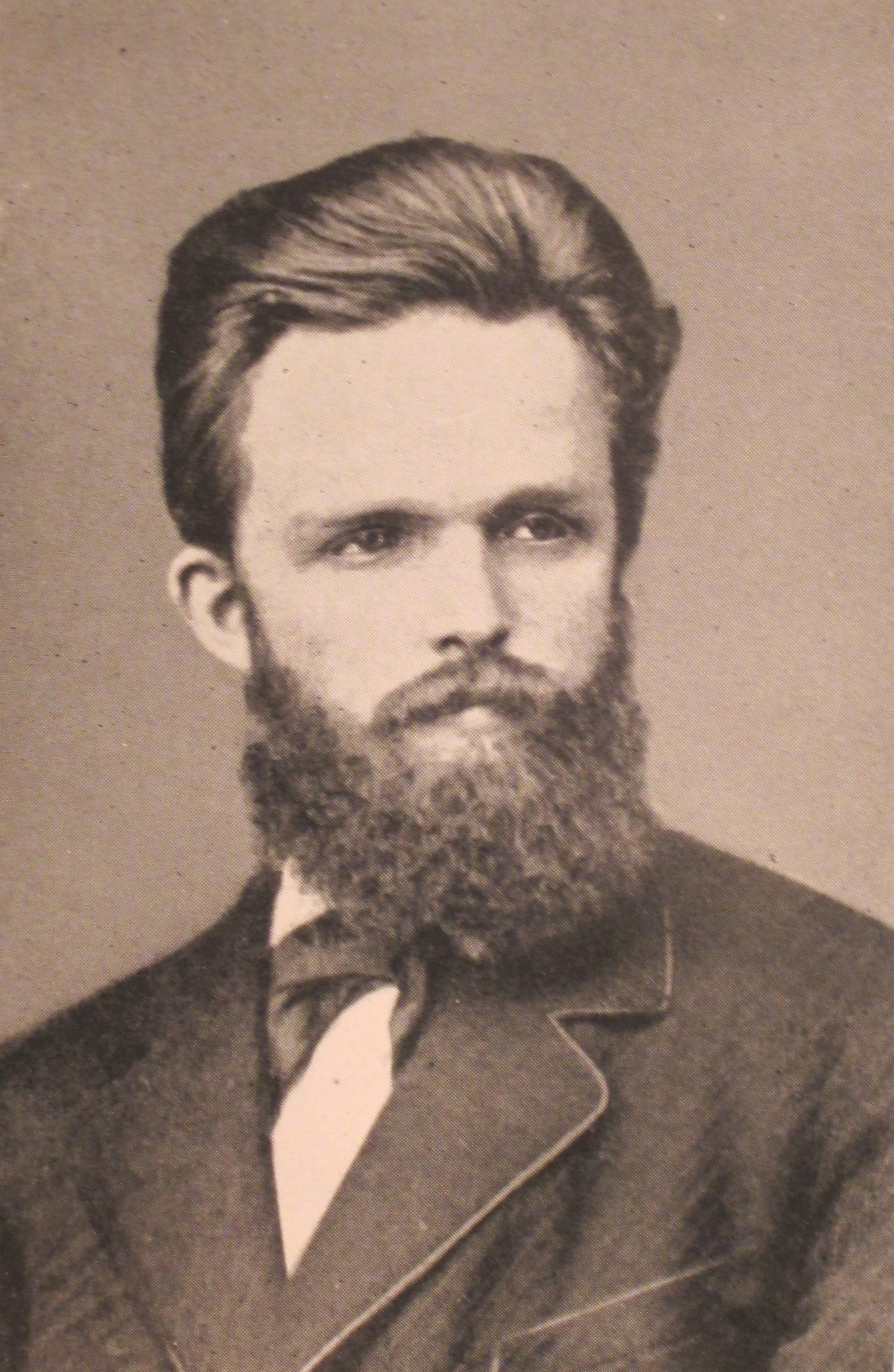
Martin Plüddemann

Martin Plüddemann (* 29. September 1854 in Kolberg; † 8. Oktober 1897 in Berlin) war ein deutscher Balladen- und Liederkomponist und Musikpädagoge.

## Leben und Werk

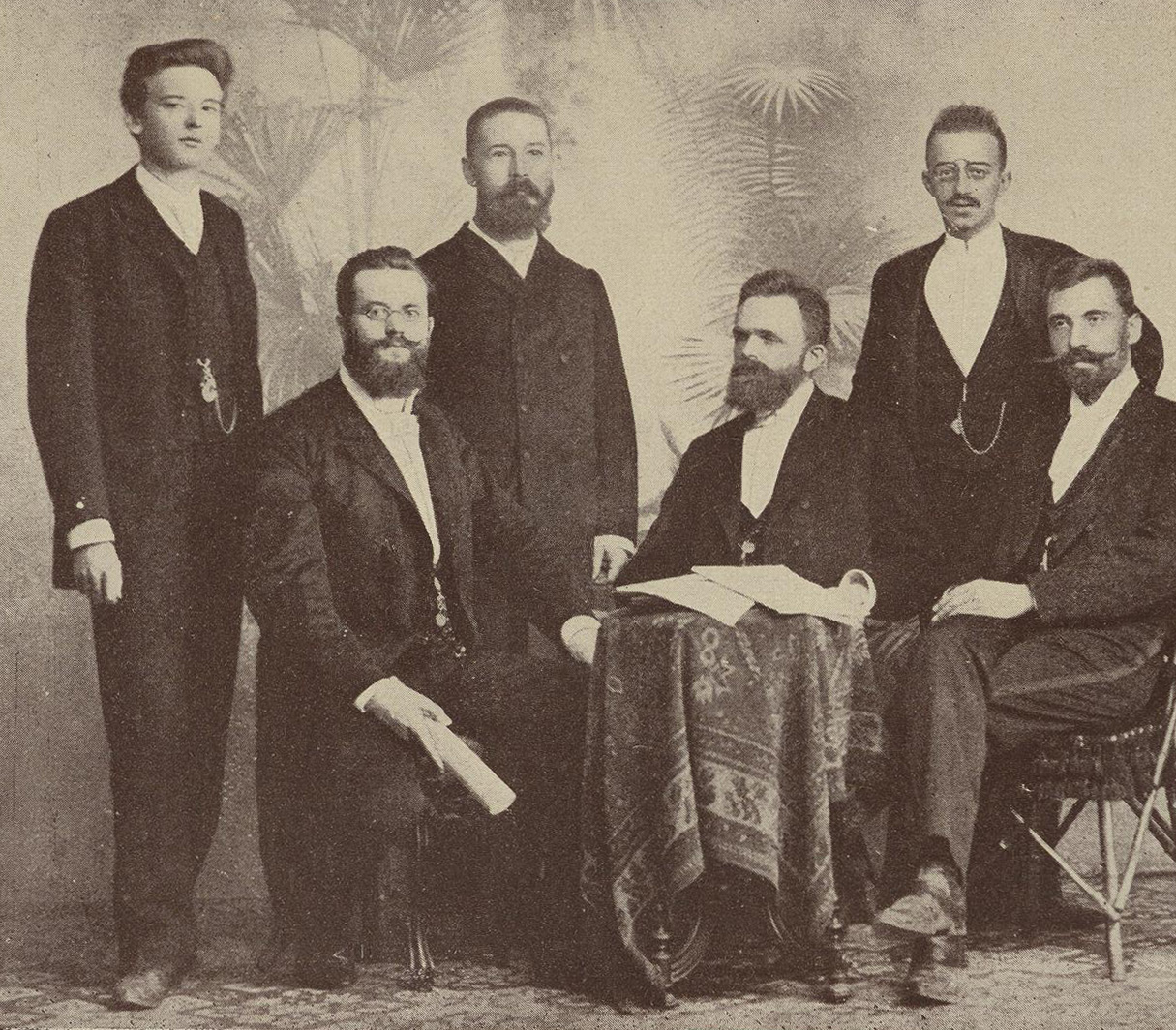
Original-Bildunterschrift: „Martin Plüddemann im Kreise seiner Grazer Balladenschule“

Martin Plüddemann, Sohn des Kolberger Konsuls und Reeders Friedrich Ludwig Plüddemann († 4. April 1874) und Neffe des Kunstmalers Hermann Plüddemann, verließ das Kolberger Gymnasium vorzeitig, um sich 1871–1876 am Konservatorium Leipzig  zum Musiker ausbilden zu lassen. 1875 lernte er dort Richard Wagner kennen.
Ab 1878 wirkte er kurzzeitig als Kapellmeister in St. Gallen. 1880 ging er als Gesanglehrer und Musikkritiker nach München und trat dort als Schriftsteller hervor. In München nahm er bei Julius Hey Gesangsunterricht. Ab 1885 war er Gesanglehrer in Landsberg an der Warthe. 1887 wurde er Leiter der Singakademie in Ratibor. Ab 1890 war er als Dirigent und Gesanglehrer beim  Steiermärkischen Gesangverein in Graz tätig.
1894 kehrte  er nach Berlin zurück und wurde Mitarbeiter der Deutschen Zeitung. Sein künstlerisches Schaffen war von den Werken Carl Loewes beeinflusst. Plüddemann schuf 49 Balladen und Gesänge, die ab 1890 von Wilhelm Schmid, Nürnberg, herausgegeben wurden. Er setzte sich für die Neubelebung der Ballade ein und für die Musik Richard Wagners.
Martin Plüddemann starb 1897 im Alter von 43 Jahren in Berlin und wurde auf dem Alten St.-Matthäus-Kirchhof in Schöneberg beigesetzt. Das Grab ist nicht erhalten.

## Ehrungen
Nach ihm wurde die Grazer Plüddemanngasse benannt.

## Schriften
- Die Bühnenfestspiele in Bayreuth, ihre Gegner und ihre Zukunft. Kolberg 1877.
- Jung Dietrich. 1879.
- Die ersten Übungen der menschlichen Stimme. 1886.
- Balladen und Gesänge für Bariton oder Bass mit Pianoforte. Nürnberg 1893.
- Aus der Zeit – für die Zeit. Aphorismen zur Charakteristik moderner Kunst. 1896.

## Aufnahmen
- Ich blick' in mein Herz und ich blick' in die Welt, Lieder nach Lyrik von Emauel Geibel, Martin Plüddemann: Volkers Nachtgesang, mit: Ulf Bästlein, Sascha El Mouissi; Gramola, 2017[3]
- Martin Plüddemann: Balladen und Gesänge, mit: Ulf Bästlein, Hedayet Djeddikar; Naxos, 2022[4]